# Mișcarea Internațională Eurasiatică
Mișcarea Internațională Eurasiatică, numită și Mișcarea Eurasiatică, este o mișcare politică rusă înființată în anul 2002 de către politologul Aleksandr Dughin. Mișcarea urmărește ideologia eurasiatică, care îmbină patriotismul rus, credința ortodoxă, antimodernismul și unele idei bolșevice. Organizația se opune valorilor considerate ca fiind americane precum liberalismul, capitalismul și modernismul.